# Fusconaia subrotunda
Fusconaia subrotunda é uma espécie de bivalve da família Unionidae.
Pode ser encontrada nos seguintes países: Canadá e nos Estados Unidos.

## Subespécies
- Fusconaia subrotunda kirklandiana
- Fusconaia subrotunda lesueriana Lea
- Fusconaia subrotunda pilaris Lea
- Fusconaia subrotunda subrotunda